# Julián Casaña Leonardo
Julián Casaña Leonardo (Ciudad Real 1833- Madrid 1911), farmacèutic, catedràtic de Química Orgànica i rector de la Universitat de Barcelona.

## Biografia
Va néixer a Ciudad Real el 10 de juny de 1833. Doctor en Farmàcia i llicenciat en Ciències Naturals. Catedràtic de Química Orgànica de la Facultat de Farmàcia de la Universitat de Barcelona. des de 1860 i fins a 1896, de la qual fou rector entre 1876 i 1896. Acadèmic de la Reial Acadèmia Nacional de Medicina el 1898.
La seva intervenció fou decisiva per a finalitzar la construcció de l'edifici universitari d'Elies Rogent i per a iniciar la de l'Hospital Clínic i Facultat de Medicina.
Iniciador de la galeria dels rectors de la Universitat de Barcelona, a la que contribuí amb l'encàrrec de deu retrats.
Rector a finals del s.XIX hagué de suspendre les classes i forçar el trasllat a algun professor (Odón de Buen y del Cos, per exemple) a causa del discurs lliurepensador. Va morir a Madrid l'any 1911.

## Publicacions
- Casaña Leonardo, Julián. Discursos leidos ante el claustro de la Universidad de Barcelona en el acto solemne de la Recepción del catedrático de farmacia ... . Barcelona : Impr. y libr. Politécnica de Tomás Gorchs, 1861. Disponible a: Catàleg de les biblioteques de la UB
- Casaña Leonardo, Julián. Discurso inaugural que en la solemne apertura del curso académico de 1864 á 1865 elyó ante el claustro de la Universidad de Barcelona . Barcelona : Imprenta de Tomás Gorchs, 1864. Disponible a: Catàleg de les biblioteques de la UB
- Casaña Leonardo, Julián. Apuntes para la reforma de la enseñanza de la Facultad de Farmacia . Madrid : [s.n.] (Imprenta de J.M. Ducazcal), 1865. Disponible a: Catàleg de les biblioteques de la UB
- Casaña Leonardo, Julián. Tratado de química orgánica aplicada a la farmacia y de farmacología químico-orgánica. Barcelona : Jaime Jesús Roviralta, 1877-. Disponible a: Catàleg de les biblioteques de la UB
- Casaña Leonardo, Julián. Reglamento para poner en ejecucion las disposiciones generales relativas á los exámenes de prueba de acceso. Barcelona : Imprenta de Jaime Jepús, 1883. Disponible a:Catàleg de les biblioteques de la UB
- Casaña Leonardo, Julián.Discursos leídos en la Real Academia de Medicina de Barcelona en el acto de su recepción pública, el día 25 de octubre de 1889. Barcelona : Establ. tip. de Redondo y Xumetra, 1890. Disponible a: Catàleg de lesbibliotequesde la UB
- Casaña Leonardo, Julián. Discursos leídos en la Real Academia de Medicina para la recepción pública del académico electo... Julián Casaña y Leonardo, en el día 23 de Octubre .... Madrid : Imp. del Asilo de Huérfanos del S. C. de Jesús, 1898. Disponible a: Catàleg de les biblioteques de la UB